# 二日市インターチェンジ
二日市インターチェンジ（ふつかいちインターチェンジ）は、石川県金沢市にある国道8号・国道159号・国道249号津幡バイパスのインターチェンジ。

## 概要
- 小松方面からのみ流出可能なクオーターインターチェンジである。富山・七尾方面の流出入ランプは、隣の利屋ICまたは今町ICを利用する。

## 道路
- 国道8号・国道159号・国道249号津幡バイパス

## 接続する道路
- 金沢市道

## 隣
国道8号・国道159号・国道249号津幡バイパス
岸川IC - 二日市IC - 今町IC